# Adršpach
Adršpach (Duits: Adersbach) is een Tsjechische gemeente met 513 inwoners (2003) in de regio Hradec Králové, en maakt deel uit van het district Náchod. In het Reuzengebergte en het Adelaarsgebergte gelegen bij Adersbach-Weckelsdorfer Felsenstadt (Adršpašsko-teplické skály), bezocht door Johann Wolfgang Goethe in 1790.

## Ligging
Adršpach ligt bij Náchod in de regio Hradec Králové tussen Náchod en Trutnov (Trautenau) in Tsjechië.
Adršpach bestaat uit een deel beneden Dolní Adršpach (Niederadersbach) en een deel boven Horní Adršpach (Oberadersbach).

## Geschiedenis
Het gebied bestaat oorspronkelijk uit oerwoud. In de Romeinse Tijd bij het Herzynischer Woud en er een weg naar de Oostzeekust ging.

## Bezienswaardigheden
- Rotsen van Adršpach

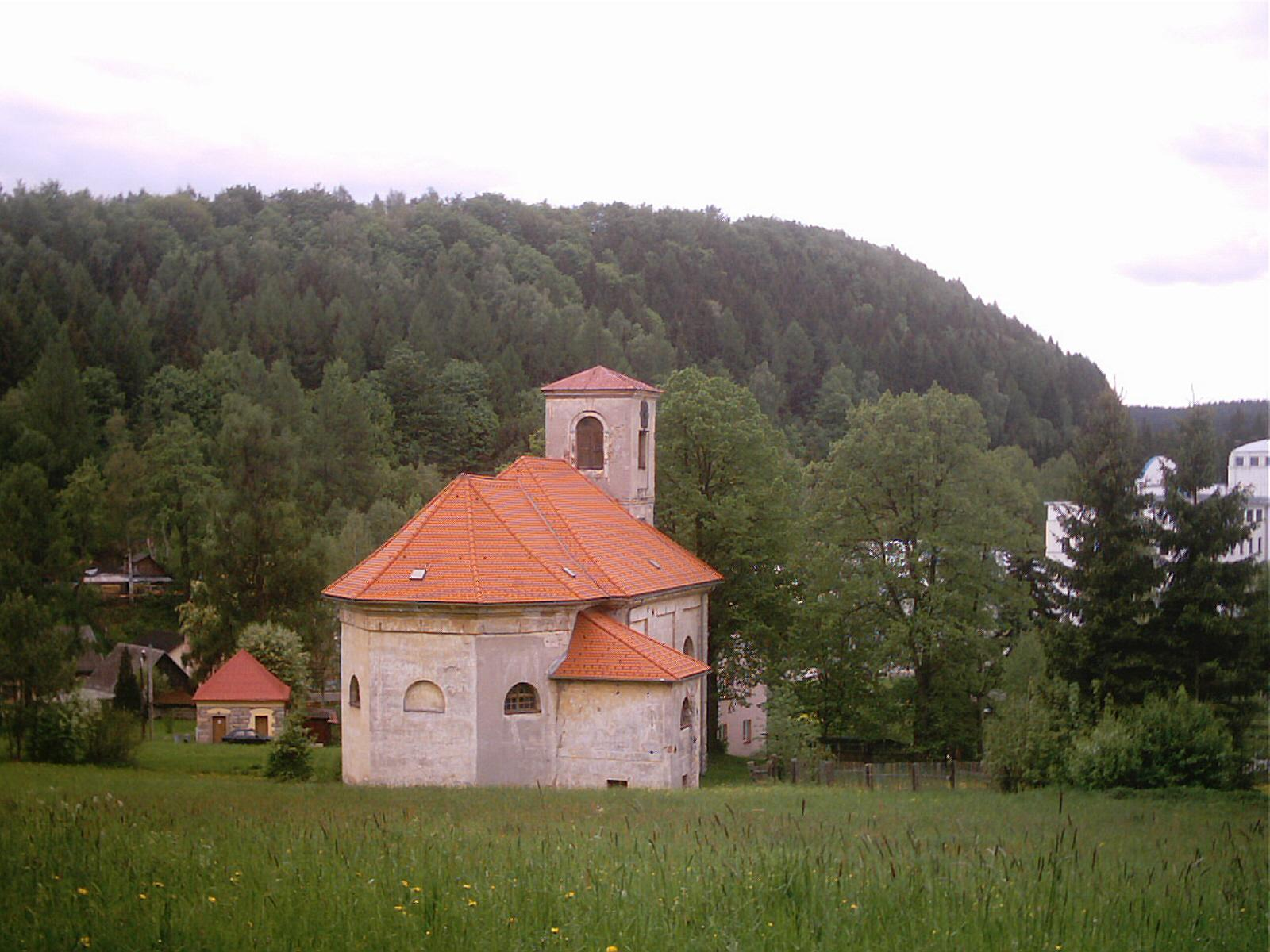
Kerk van Adršpach
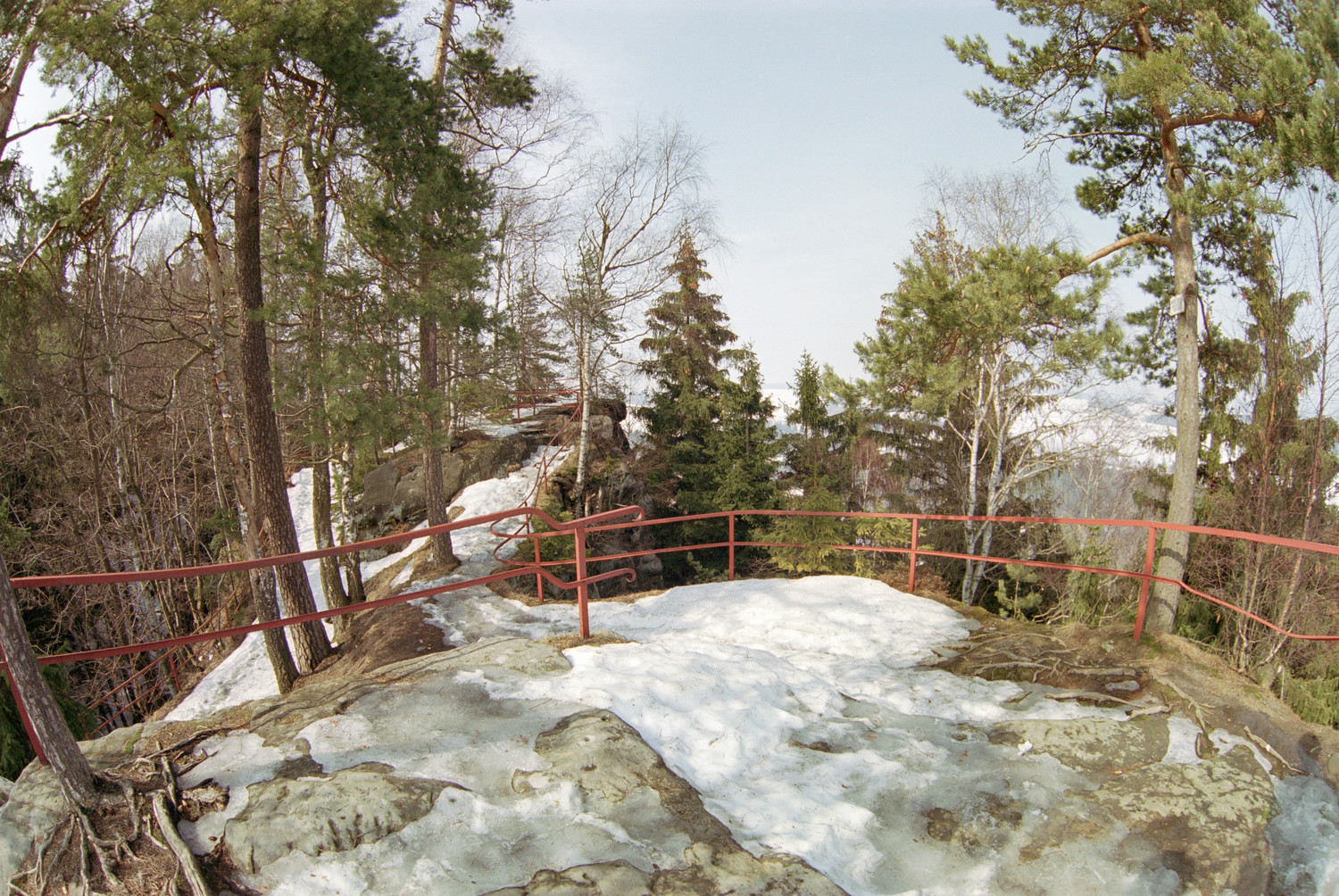
Kasteel van Adersbach
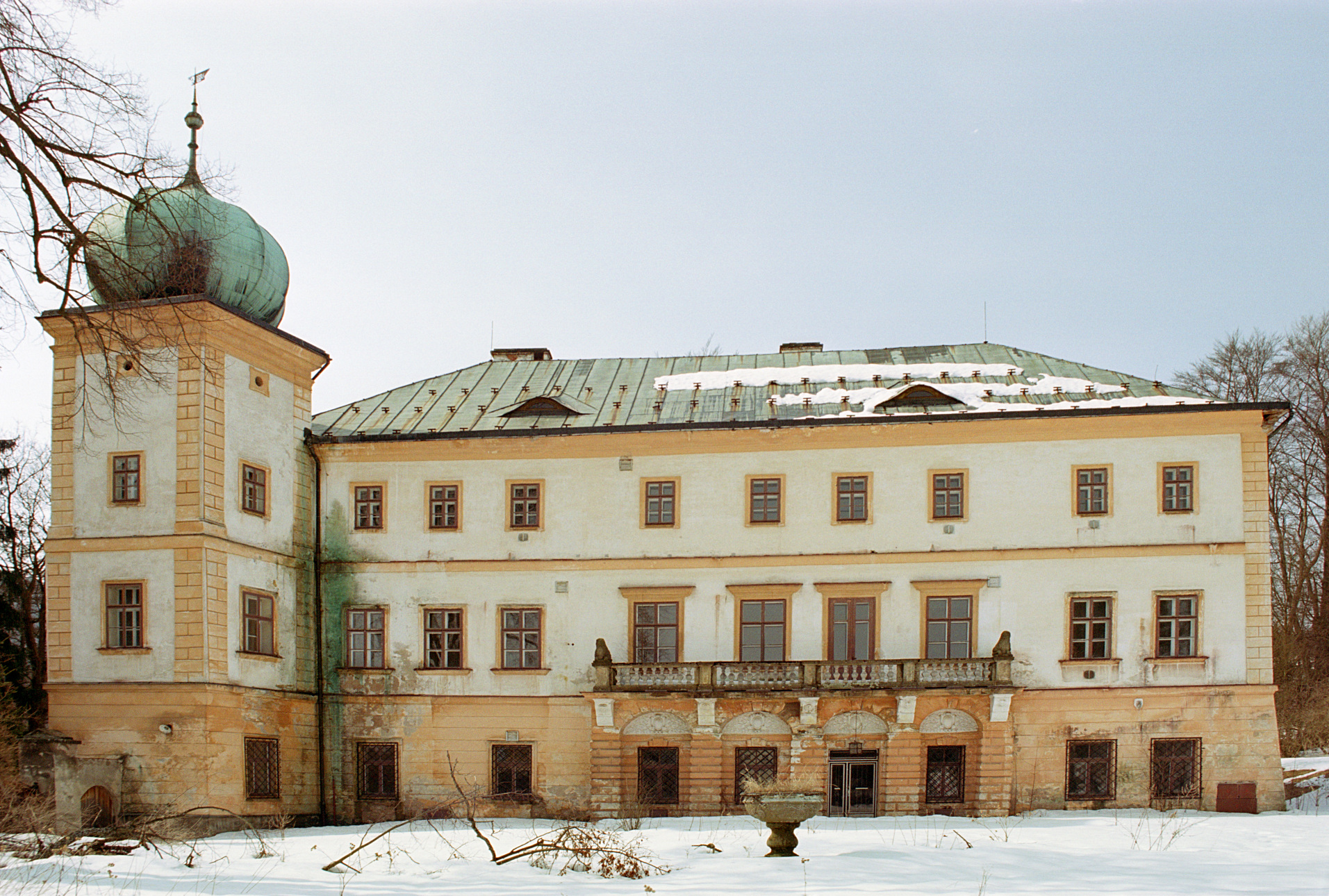
Kasteel van Adersbach